# Bob Welch

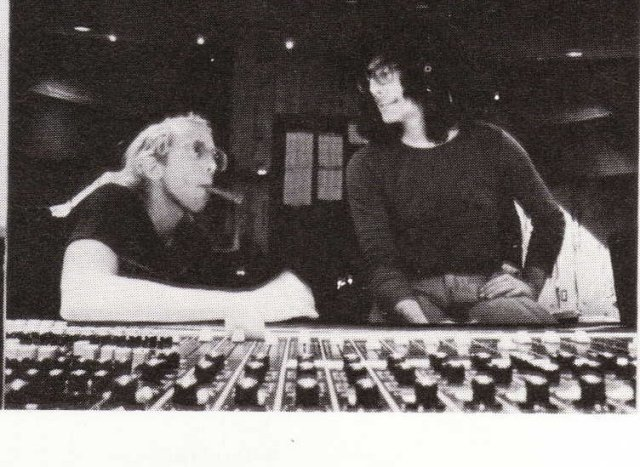
Bob Welch (links) met Jimmy Robinson (1973)

Bob Welch (Los Angeles, 31 juli 1945 – Antioch, 7 juni 2012) was een Amerikaans muzikant en songwriter. Hij was de zoon van zangeres en actrice Templeton Fox en screenwriter Robert L. Welch.
Welch was van 1971 tot 1974 leider van en zanger, gitarist en componist bij de popgroep Fleetwood Mac en richtte daarna de band "Paris" op. Die hardrockformatie met ex Jethro Tull bassist Glenn Cornick en ex Todd Rundgren's Nazz drummer Thom Mooney hield niet lang stand.
Later begon hij een solocarrière en scoorde met de hits Sentimental Lady (1977) en Ebony Eyes (1978). Als songwriter heeft hij samengewerkt met Kenny Rogers, Sammy Hagar, The Pointer Sisters en anderen.
Hij was sinds 1985 getrouwd met Wendy Armistead Welch. In 2012 werd bekend dat hij ongeneeslijk ziek was.
Op 7 juni 2012 pleegde hij thuis zelfmoord.

## Solosingles
- Big Towne, 2061 / Blue Robin (1976)
- Ebony Eyes / Outskirts (1977)
- Sentimental Lady / Hot Love, Cold World (1977)
- Ebony Eyes / Dancin' Eyes (1978)
- Hot Love, Cold World / Danchiva (1978)
- I Saw Her Standing There / Church (1979)
- Precious Love / Something Strong (1979)
- Church / Here Comes The Night (1979)
- Church / Don't Wait Too Long
- Three Hearts / Oh Jenny (1979)
- Rebel Rouser / Spanish Dancers (1979)
- Don't Let Me Fall / Oneonone (1980)
- Don't Rush The Good Things / Reason (1980)
- Those Days Are Gone / The Girl Can't Stop (1980)
- Two To Do / Imaginary Fool (1981)
- Sentimental Lady / Ebony Eyes (1981)
- Remember / You Can't Do That (1982)
- Fever / Can't Hold Your Love Back (1983)
- Can't Hold Your Love Back / S.O.S. (1983)
- I'll Dance Alone / Stay (1983)

- Biblioteca Nacional de España: XX1158568
- Bibliothèque nationale de France: cb14045662z (data)
- Gemeinsame Normdatei: 134553896
- International Standard Name Identifier: 0000 0001 0792 401X
- Library of Congress Control Number: n78071530
- MusicBrainz: c7c6fc3e-4e50-4c43-b0c4-f18a66a1b3c0
- SNAC: w60c6fp7
- Système universitaire de documentation: 16177685X
- Virtual International Authority File: 100320177
- WorldCat: E39PBJycTVdxTcMVhrDyTcRBT3